# Neznaïko

Neznaïko (en russe : Незнайко) est le nom d'un conte populaire slave oriental et de son héros éponyme. Il figure en deux versions, assorties de variantes, dans les Contes populaires russes d'Alexandre Afanassiev, et était associé au conte-type AT 532, The Helpful Horse, « Le cheval secourable », intitulée simplement Neznaïko dans l'Index d'Andreev ; dans la classification Aarne-Thompson-Uther (2004), ce conte-type est regroupé sous la rubrique ATU 314, Goldener. Faisant intervenir un cheval magique, il partage des traits communs avec le conte de Sivko-Bourko.
Le surnom du héros, Neznaïko, lui est attribué parce qu'à toutes les questions, il répond « Je ne sais pas » (en russe : Не зна́ю, Nié znaïou).

## Résumé (versions d'Afanassiev)
(La double numérotation des versions renvoie à l'édition originale d'Afanassiev et à celle de 1958, préparée par Vladimir Propp).

### Version principale 165a / 295
(Le lieu de collecte de cette version est inconnu).

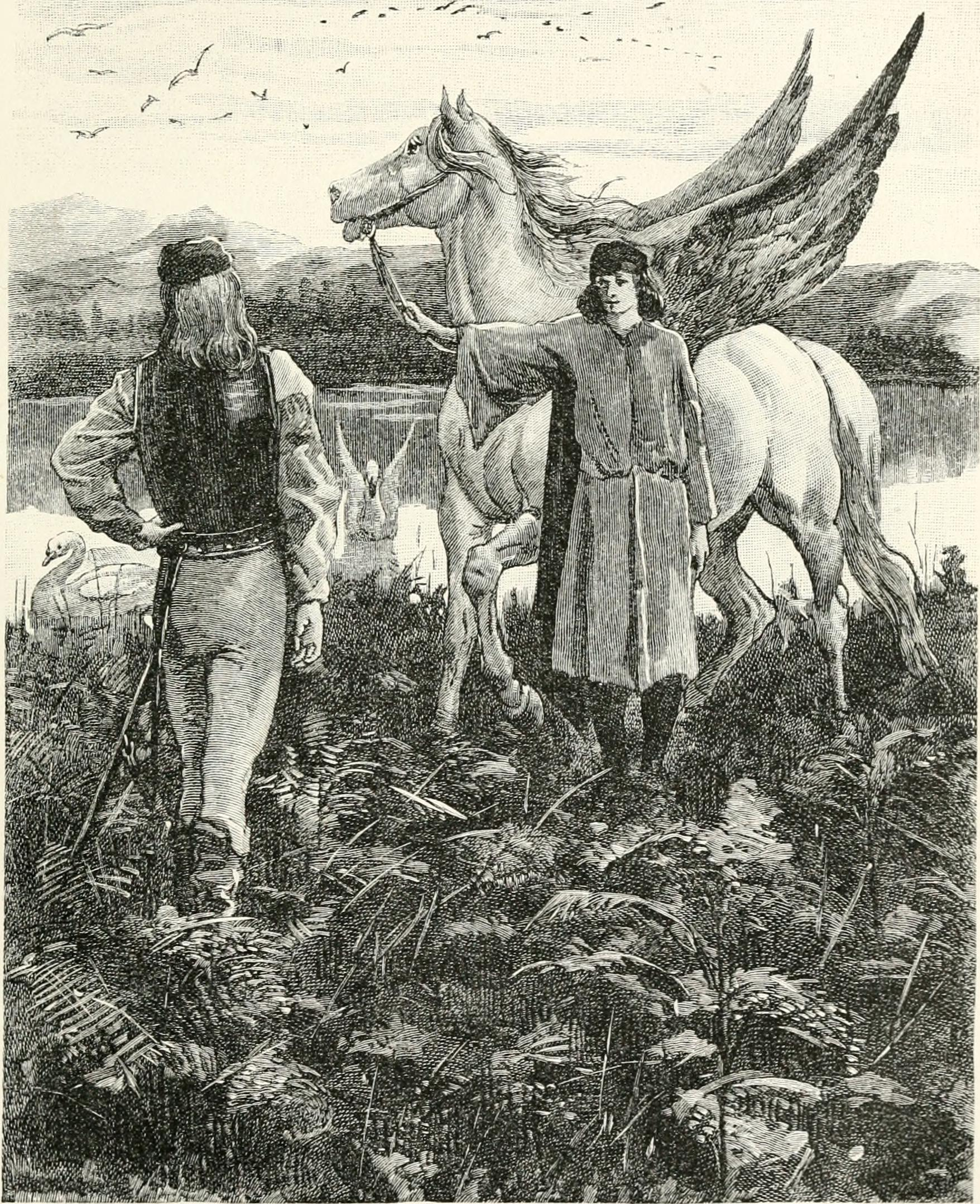
Virgile, Astulf et Pégase, dans Paladin and Saracen de H.C. Hollway-Calthrop (1882 ; inspiré de L'Arioste).

Un marchand veuf s'est remarié, et sa nouvelle femme déteste Ivan, le fils qu'il a eu de son premier mariage. Alors que le marchand s'apprête à partir commercer sur les mers, son fils lui demande de lui acheter « sa chance », sous la forme de la première bête qu'il croisera le lendemain à son réveil. Il s'avérera qu'il s'agit d'un poulain chétif et galeux. Le fils fait contre mauvaise fortune bon cœur, et tout en s'occupant des affaires de son père absent, il prend soin du poulain.
Un jour, il trouve son poulain sanglotant et l'interroge : l'animal lui révèle que la marâtre, de connivence avec une sorcière, veut se débarrasser de lui par des moyens magiques. Il lui suggère, pour preuve, de faire courir devant lui son chien : celui-ci, à peine le seuil de la maison atteint, éclate en petits morceaux. La scène se répète avec un breuvage empoisonné, qu'Ivan jette par la fenêtre, faisant exploser le sol ; puis avec une chemise ensorcelée, qu'Ivan fait enfiler à un gamin qui en tombe mort. Lorsqu'Ivan lui enlève la chemise et la jette au feu, le gamin revit, mais le four éclate.
Au retour du marchand, la sorcière conseille à la marâtre de faire abattre le cheval, prétextant une maladie dont elle ne peut guérir que grâce à la bile de l'animal. Ivan demande à son père l'autorisation de caracoler une dernière fois sur le dos de l'animal, ce qui lui est accordé. Il en profite pour s'enfuir en compagnie du cheval, non sans faire parvenir à son père une lettre où il lui conseille, pour guérir sa femme, de se servir « du fouet à douze queues », procédé que le marchand expérimente avec succès.
Alors qu'ils s'approchent d'un troupeau de bovins, le cheval demande à Ivan de le libérer, tout en conservant trois crins de sa queue : faire brûler un crin lui permettra de faire apparaître aussitôt le cheval. Quant à Ivan, qu'il achète aux vachers un taureau, l'égorge, enfile sa peau et mette sur sa tête sa vessie, et qu'il réponde désormais à toutes les questions qu'on lui posera : « Je ne sais pas ».
Ainsi est fait ; Ivan parvient au bord de la mer. Des mariniers, l'apercevant sous son affublement bestial, le questionnent, mais n'obtiennent pour seule réponse que « Je ne sais pas ». Ils le surnomment donc Neznaïko, le ramènent dans leur pays et le présentent au roi. Celui-ci n'obtient pas davantage d'explications de la part du jeune homme, et, dégoûté, l'envoie servir d'épouvantail au jardin.

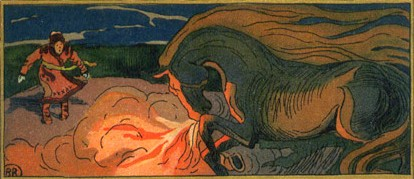
« On ne sait d'où, surgit son bon cheval dont le galop faisait trembler la terre. » (V.V. Vladimirov, Sivka Bourka).

Un jour un prince arabe exige du roi la plus jeune de ses trois filles, menaces à l'appui : c'est la guerre. Neznaïko retire sa peau de bête, convoque son cheval en faisant brûler l'un de ses crins, et l'enfourche. Le cheval magique l'emporte en volant « par-dessus la forêt immobile ». Il rejoint les rangs ennemis où il fait un carnage, sous les yeux du roi et de ses filles qui n'ont pas reconnu Neznaïko sous les traits du preux chevalier. Puis il s'éclipse, renvoie son cheval et reprend son rôle d'épouvantail à corbeaux. Par la suite, le prince arabe revient à la charge, mais son armée est à nouveau défaite par Neznaïko ; toutefois, celui-ci est blessé, et la fille du roi bande sa blessure avec son propre foulard avant qu'il ne disparaisse à nouveau.
Le roi fiance ses deux filles aînées à des princes « de bonne renommée » et organise une fête pour l'occasion. La plus jeune princesse, cependant, a remarqué Neznaïko, qui porte son foulard au bras, et finit par exiger de son père de l'épouser ; le roi y consent. Le prince arabe, qui n'est pas au courant de ce mariage, menace à nouveau le roi s'il ne lui accorde pas la princesse. Ivan, monté sur son cheval magique, le tue en combat singulier. Le roi découvre que le preux chevalier et l'épouvantail Neznaïko ne font qu'un. Il fait de lui son héritier, fait venir son père à la cour, et supplicier la marâtre.
|                                                       |
| Guerrier solitaire dans la plaine (Viktor Vasnetsov.) |

|                                                      |
| Le bogatyr Diouk Stepanovitch (miniature de Palekh). |

### Version 165a / 295: variante

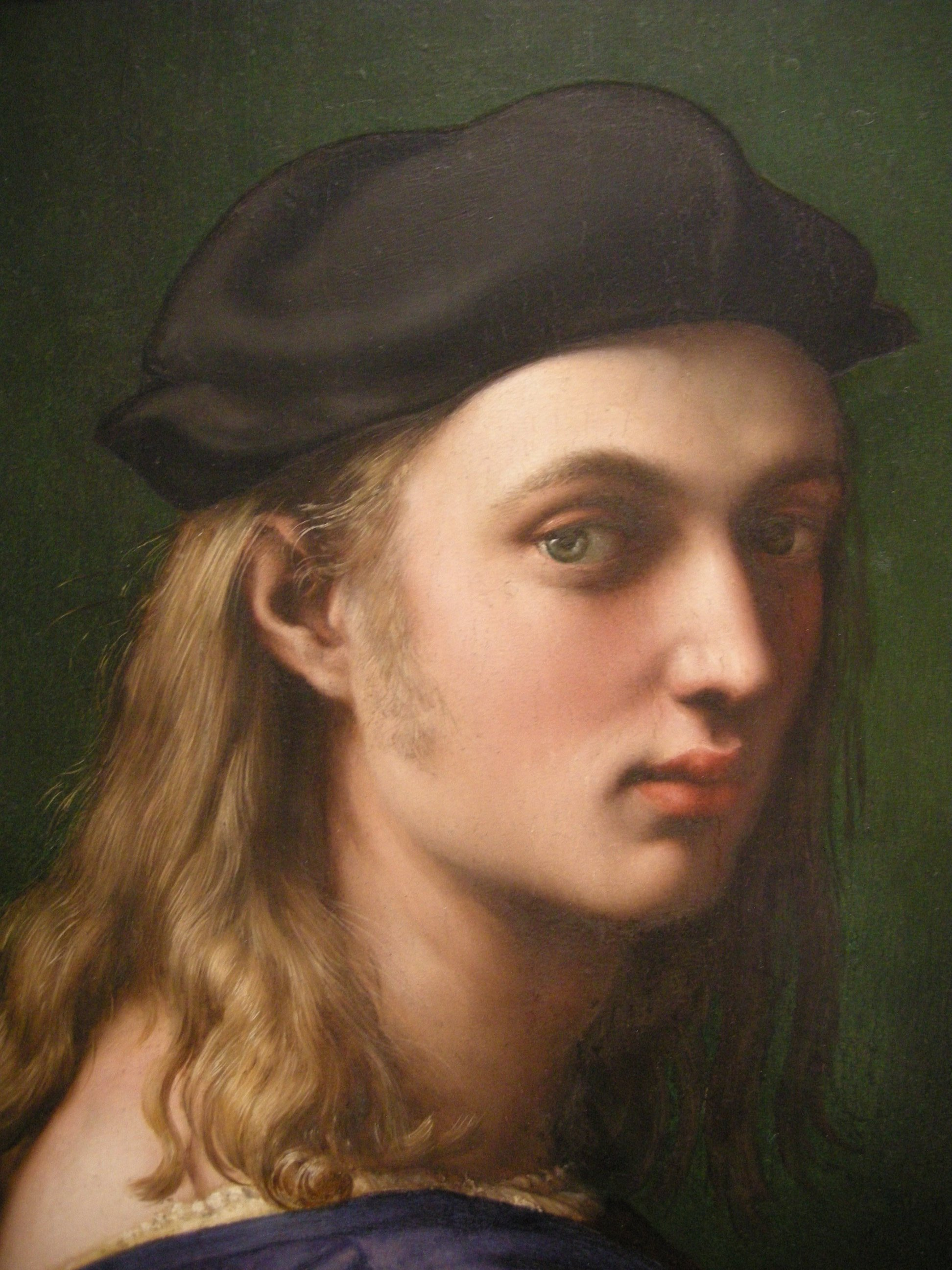
« Ses cheveux eurent aussitôt des boucles d'argent et des boucles d'or. » (Raphaël, Portrait de Bindo Altaviti).

(La première partie du conte est assez voisine de la version précédente).
Ivan prend congé de son père et part au galop dans la plaine. Il rend la liberté au cheval, et s'en va à pied, à travers une forêt profonde. Il y découvre un palais, demeure du dragon Tchoudo-Youdo, qui est absent : personne dans le palais, où pourtant un repas est servi. Ivan se rassasie, puis se dissimule derrière le poêle à l'arrivée de Tchoudo-Youdo. Celui-ci, qui a flairé « une odeur russe », lui demande de se montrer, et le prend à son service. Le lendemain, le dragon s'envole pour vaquer à ses affaires, non sans avoir confié à Ivan ses clefs, mais en lui interdisant l'écurie, sous peine de mort. Ivan enfreint l'interdiction, et découvre un lion attaché devant un tas d'avoine, et un cheval devant un quartier de bœuf. Il restitue à chaque animal la nourriture qui lui convient, et ceux-ci lui permettent de découvrir un onguent magique dont il s'enduit la tête, provoquant la transformation de sa chevelure en or et en argent. Ivan quitte le palais du dragon, se revêt d'une peau de vache et se fait embaucher comme jardinier chez le tsar, mais se refuse à retirer sa chapka devant la princesse, qui s'en plaint à son père ; il prétend pour sa défense avoir la tête sale (...).

### Version principale 165b / 296
Cette version a été recueillie dans le gouvernement d'Arkhangelsk. Le style est plus héroïque, influencé par la poésie épique des bylines et des louboks. Barag et Novikov, dans leurs Notes, le qualifient de « tout à fait original » de ce point de vue, et le rapprochent par ailleurs d'un conte biélorusse du même recueil, Le Vieux de cuivre (voir Front-de-cuivre).

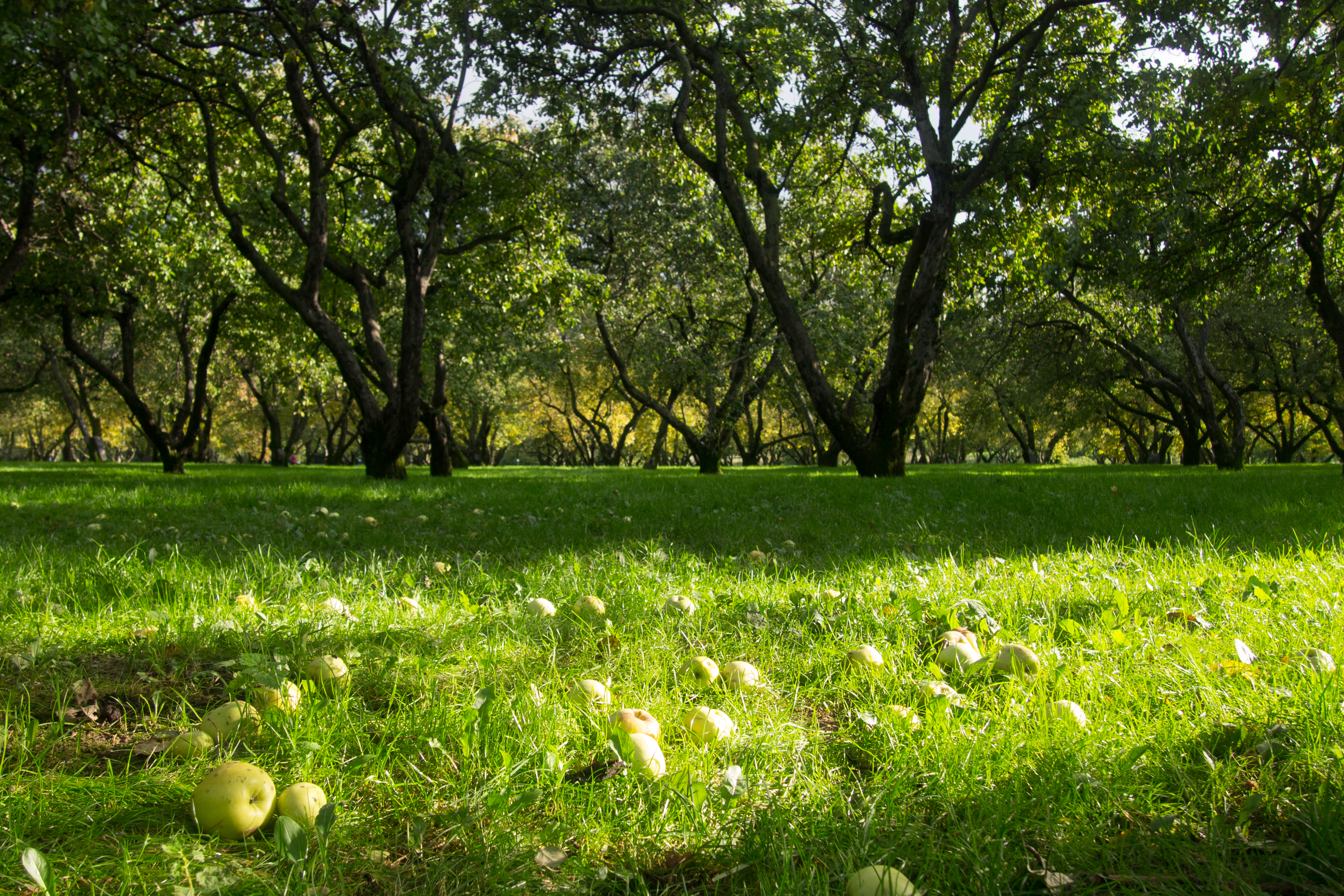
« Je-ne-sais-pas eut l'idée de changer de place les pommiers et autres arbres fruitiers. » (Verger de pommiers à Kolomenskoïe).

Un vieux paysan a trois fils ; le troisième, Vaniouckha, est paresseux et un peu simplet. Vaniouchka décide de partir à l'aventure, après avoir réclamé à ses parents sa part d'héritage par avance. Il dépense tout en ripailles et beuveries dans les tripots et y gagne le surnom de Neznaïko parce qu'il affirme ne pas connaître son nom. Puis il se loue chez des marchands de bétail avec pour seul salaire la nourriture et la boisson ; mais il se contente de manger et de boire sans rien faire.
Il se loue ensuite pour surveiller les jardins du tsar, aux mêmes conditions. Une nuit, il décide de déplacer les arbres fruitiers, les déracine et les jette par-dessus le mur d'enceinte, mais est épié par la plus jeune des trois filles du tsar. Au matin les jardiniers, furieux, le traînent devant le tsar. Il prétend que les arbres étaient mal plantés et, avec l'accord du tsar, remet tout en ordre la nuit suivante. En présence du souverain, il donne à chacune des trois princesses une pomme : une pomme trop mûre à l'aînée, une autre à point à la deuxième, et une dernière trop verte à la plus jeune. Le tsar comprend qu'il lui faut marier ses filles, et envoie des messagers par tout le royaume pour susciter des prétendants. Ceux-ci, princes et puissants guerriers, sont réunis pour un grand festin, au cours duquel les deux filles aînées se choisissent chacune un fiancé ; mais la troisième n'en trouve aucun à son goût. Le roi organise un second festin, avec cette fois des boïars et des marchands, mais encore une fois sans succès. Furieux, il décide alors de réunir les rustres, les idiots et les bouffons du royaume ; Neznaïko est parmi eux. La princesse le remarque et lui tend la coupe de vodka par laquelle elle le désigne comme son fiancé. Les trois mariages sont célébrés.

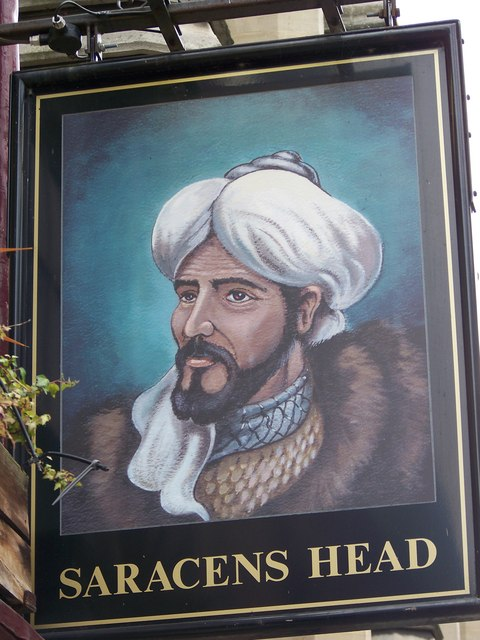
Tête de Sarrasin, enseigne de pub anglais.

Cependant le roi a oublié de rappeler ses messagers, qui sont parvenus jusqu'au royaume des Sarrasins ; trois frères, valeureux guerriers, répondent à l'appel et se présentent à la cour du tsar, où ils découvrent, furieux, que les princesses sont déjà mariées. Le plus jeune déclare la guerre au tsar, dont les troupes sont gagnées par l'effroi. Neznaïko se déguise en paysan, sort de la ville et invoque un cheval magique. Il le selle, revêt une armure et enfourche sa monture. Le cheval vole « plus haut que la forêt immobile, plus bas que le nuage mouvant », des sources jaillissent sous ses sabots, les arbres des forêts s'inclinent jusqu'à terre. Neznaïko affronte le champion sarrasin et lui tranche la tête, puis s'éclipse incognito et retourne se coucher sur le poêle. Sa jeune femme lui raconte avec exaltation les hauts faits du champion inconnu, mais il fait mine de ne pas être intéressé. Le tsar organise des réjouissances auxquelles il convie le peuple entier, mais Neznaïko, affaibli par ses blessures, ne peut y assister et demande à sa femme qu'elle lui rapporte « une coupe de vodka et un morceau de jambon ». Le tsar, persuadé que Neznaïko s'est lâchement caché pendant le combat, lui rétorque avec mépris qu'elle et son mari recevront des restes.
Les deux autres guerriers sarrasins, ayant appris la mort de leur frère, exigent du tsar qu'il leur livre le guerrier qui l'a tué. N'obtenant pas satisfaction, et pour cause, ils se mettent à dévaster le royaume. Neznaïko procède comme la première fois, et tandis que le tsar croit le voir fuir sous le costume d'un paysan, il rappelle son cheval magique, s'équipe et se jette sur le champion sarrasin, qu'il tue. Mais il est blessé ; sa femme, qui ne l'a pas reconnu, bande son bras avec son propre foulard.
Neznaïko rentre dans sa chaumière et s'effondre. Sa femme découvre le cheval magique à l'entrée, et un chevalier gisant à terre ; elle court prévenir son père, qui interroge Neznaïko : celui-ci lui répond qu'il est « celui que le tsar a toujours pris pour un idiot ». Tous alors le reconnaissent et se mettent à le respecter. Neznaïko se rétablit, et à la mort du tsar il hérite du royaume.

### Variante 165b / 296: variantes

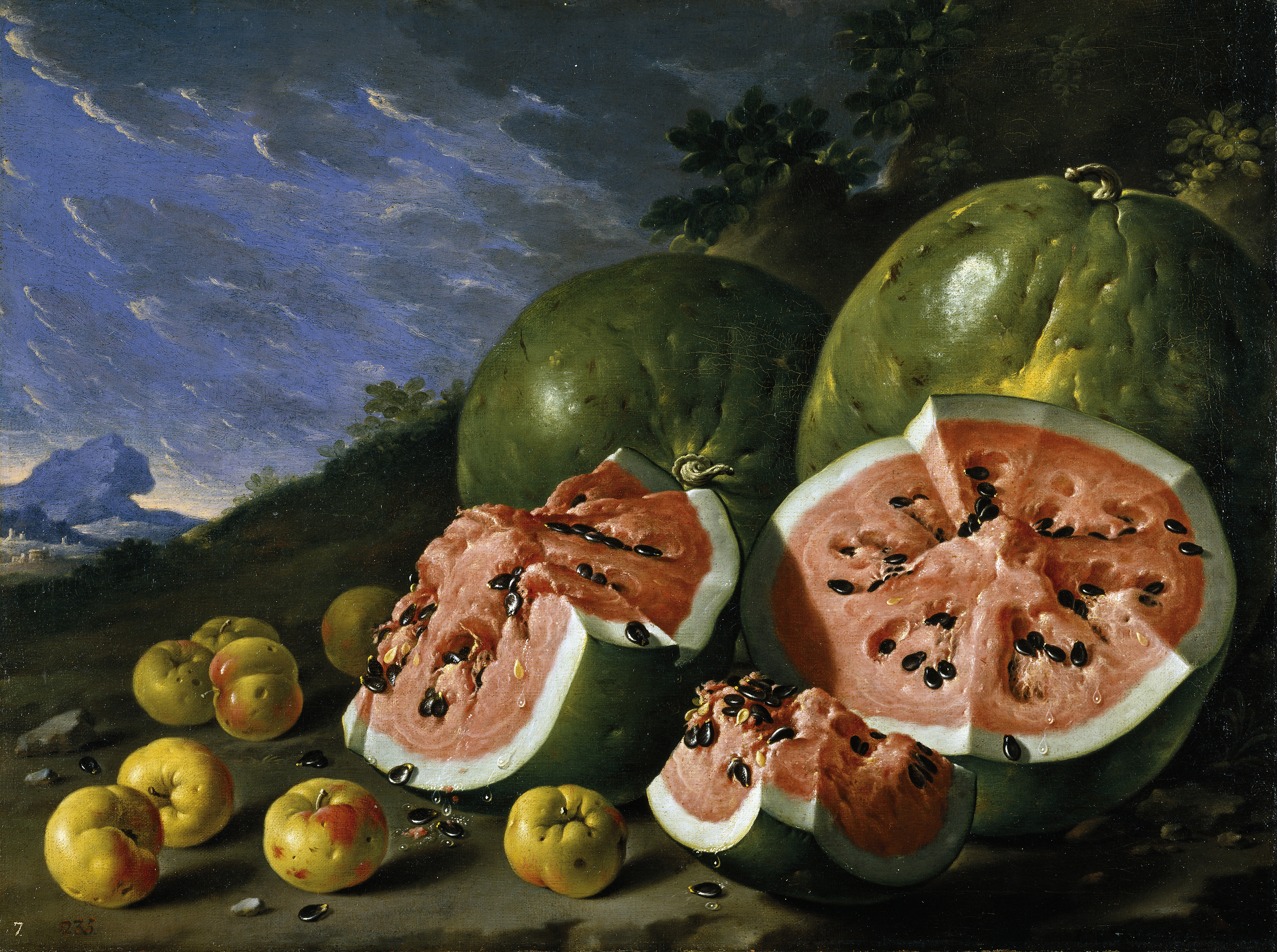
Luis Meléndez, Nature morte aux pastèques et aux pommes, Musée du Prado (Madrid).

Afanassiev indique une variante dans laquelle Neznaïko est engagé comme porteur d'eau par le tsar. Il saisit son cheval par la queue et l'écorche vif, affirmant ensuite au tsar qu'il s'agissait d'une rosse qui avait crevé d'elle-même. Inquiet pour ses chevaux, le tsar le fait alors jardinier. Pendant la nuit, Neznaïko invoque un cheval magique qui détruit tout dans le jardin ; mais la nuit suivante, le même cheval réapparaît, et regénère sous ses sabots un jardin plus beau et plus gai que le premier. Le tsar donne au jardinier trois graines de pastèque, avec mission de les planter afin que les pastèques soient mûres le lendemain. Neznaïko les lui apporte en effet, et devine la pensée du tsar : les trois fruits étaient, l'un très mûr, le second à point et le troisième encore vert, et le tsar en les considérant pensait qu'il était temps de marier ses filles.
Afanassiev signale également une autre variante, incomplète, recueillie dans le gouvernement de Perm. Le héros est ici Ivan-tsarévitch qui, parti à l'aventure, est conseillé par une corneille : elle l'informe qu'il se dirige vers la demeure du monstre Tchoudo-Youdo, et que pour le vaincre, il doit s'abreuver à une source qu'il trouvera sur son chemin, ce qui lui donnera la force, et tremper ses cheveux dans une autre, qui les rendront dorés. Ivan s'exécute, et à travers une épaisse forêt, il parvient au palais de Tchoudo-Youdo et le tue. Il rencontre une vieille qui lui dit ne faire qu'une avec la corneille, et lui permet de mettre la main sur le cheval magique du monstre, qui était enfermé dans une cave cadenassée. Ivan s'en va à cheval, puis libère sa monture, dissimule sa chevelure dorée sous une vessie, et, se faisant appeler Ivan le Chauve, trouve à s'embaucher chez le tsar comme jardinier. La fille du roi aperçoit un jour ses cheveux d'or et tombe amoureuse de lui. (Le conte reprend ensuite le cours de la version principale).

## Versions d'autres pays

### Versions bretonnes

#### N'oun-Doaré (Basse-Bretagne)
Une version de ce conte a été publiée par François-Marie Luzel dans ses Contes populaires de Basse-Bretagne (1881). Il l'avait recueillie en 1874 auprès d'un ouvrier de la manufacture des tabacs de Morlaix, Vincent Coat. Le titre, N'oun-Doaré, a la même signification que Neznaïko : « Je-ne-sais-pas ».
Le marquis de Coat-Squiriou découvre un jeune enfant dormant au bord de la route. Il lui demande qui il est et ce qu'il fait là, mais n'obtient pour seule réponse que : « Je ne sais pas », et l'appelle donc N'oun Doaré. Le marquis envoie l'enfant à l'école, puis, lorsqu'il a vingt ans, le ramène chez lui. Il propose au jeune homme de lui acheter une épée et un cheval : N'oun Doaré choisit une vieille épée rouillée et une rosse étique. Mais l'épée est une arme invincible, et la jument, un cheval magique qui, à chaque fois qu'on défait un nœud de son licol, transporte instantanément son cavalier à une très grande distance. N'oun Doaré se fait ainsi transporter à Paris. Le marquis s'étonne de l'y retrouver un peu plus tard, et N'oun Doaré lui explique comment il est venu ; ils vont saluer le roi, qui confie au jeune homme le soin d'une partie de ses chevaux.

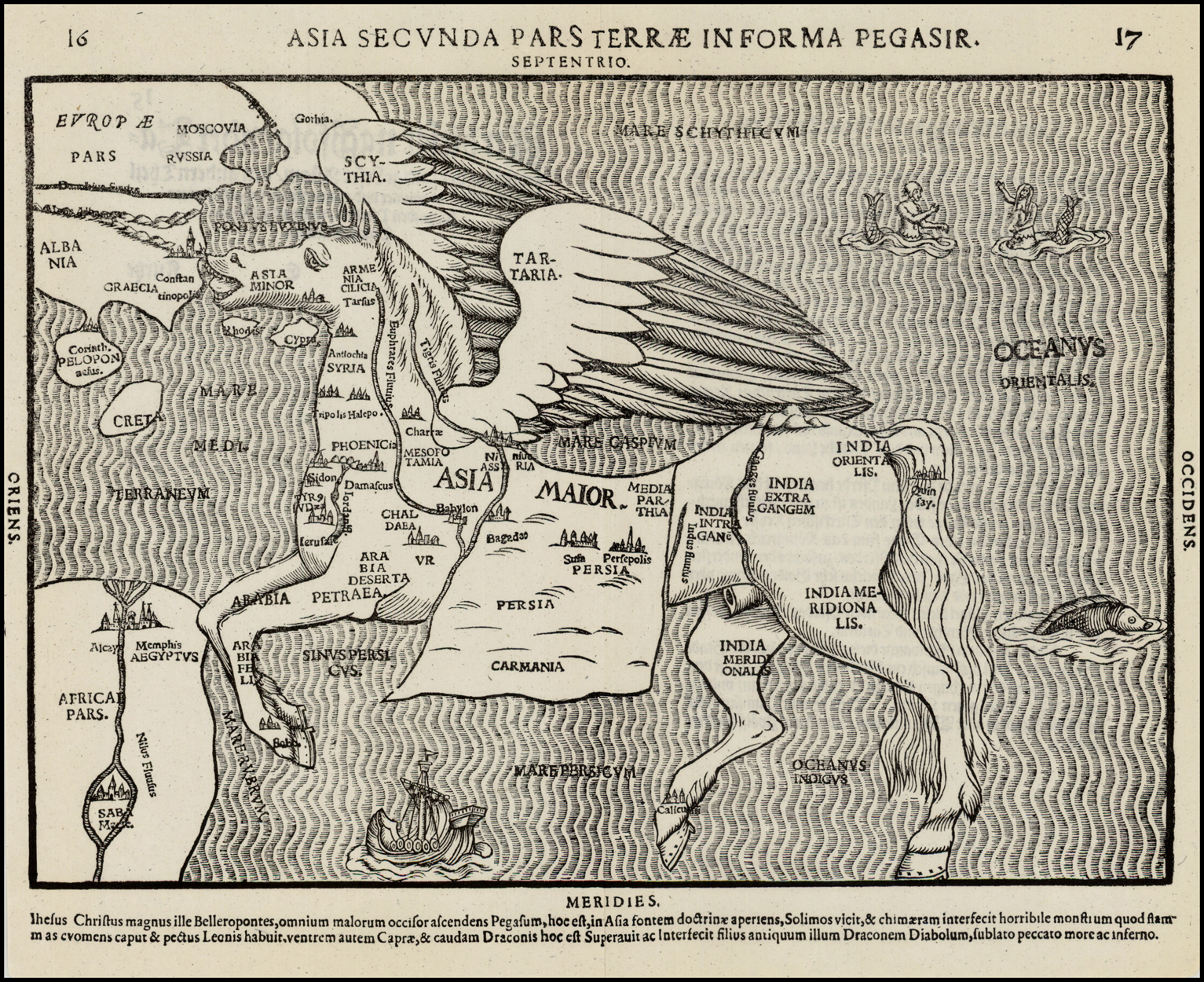
Heinrich Bünting, Carte de l'Asie sous la forme de Pégase, 1581. La Tartarie est représentée par l'une des ailes du cheval volant.

Une nuit qu'il se promène à cheval hors de la ville, N'oun Doaré découvre au pied d'un calvaire une couronne d'or lumineuse garnie de diamants. Malgré la mise en garde de sa jument, il l'emporte et la dépose dans l'écurie. Or le roi avait défendu qu'il y eût de la lumière dans les écuries et, sur la dénonciation d'autres valets jaloux, vient s'enquérir de l'origine de cette lumière. N'oun Doaré prétend qu'elle provient de son épée « fée ». Mais ses ennemis découvrent la couronne et en avertissent le roi, qui la confisque. Personne ne peut déchiffrer l'inscription qui y figure, sauf un enfant de sept ans, qui révèle qu'il s'agit de la couronne de la princesse du Bélier d'Or. Le roi ordonne à N'oun Doaré de lui ramener la princesse, qu'il souhaite épouser. Sa jument lui conseille de demander au roi de l'avoine et de l'argent pour le voyage, puis de se mettre en quête.
En chemin, N'oun Doaré sauve la vie d'un poisson, qui s'avère être le roi des poissons, et d'un oiseau, le roi des oiseaux. Il parvient avec sa jument au château du Bélier d'or, et y libère un être attaché à un arbre et dont le corps est couvert de cornes : c'est le roi des démons, Griffescornu. N'oun Doaré rencontre la princesse du Bélier d'Or, l'invite à voir sa jument qui exécute des danses variées, puis à monter sur son dos : N'oun Doaré y saute à son tour et la jument s'élève dans les airs et les transporte jusqu'à Paris. Il présente la princesse au roi, qui veut l'épouser sur-le-champ. Mais la princesse pose des conditions : il faut d'abord lui rapporter son anneau, qu'elle a laissé dans son château, puis le château lui-même, enfin la clé du château, tombée à la mer. Grâce à l'aide du roi des oiseaux, du roi des démons, puis du roi des poissons, N'oun Doaré s'acquitte de ces trois tâches. La princesse ne peut plus reculer, et le mariage est célébré.
Pendant la cérémonie, N'oun Doaré entre dans l'église avec sa jument, au grand scandale de l'assistance. Mais la peau de la jument tombe à terre et révèle une magnifique princesse, qui se présente comme la fille du roi de Tartarie. N'oun Doaré part pour se marier avec elle dans son pays et (dit le conteur), « depuis, je n'ai pas eu de leurs nouvelles ».

#### Jean le Teignous (Haute-Bretagne)
Une version de Haute-Bretagne, intitulée Jean le Teignous, a été publiée par Paul Sébillot dans ses Contes populaires de la Haute-Bretagne (Charpentier, 1880). Il s'agit d'une variante très « délayée », due à un matelot, Louis Pluet, de Saint-Cast. Sébillot indique que le conte est « un de ceux qui se racontent dans la cale des navires qui portent des passagers à Saint-Pierre et à Terre-Neuve ». Françoise Morvan note que Sébillot « l'a rédigé de manière à faire entendre une manière de conter particulière, monocorde et tendant à étirer le récit ». En tant que jardinier, le héros doit s'y occuper de vigne et de carottes ; son surnom provient du fait qu'il cache ses cheveux d'or sous un bonnet, comme s'il avait la teigne (il n'est pas question de Je-ne-sais-pas) ; le cheval magique y est figuré par une mule, puis par un cheval à trois pattes, et la guerre oppose le roi aux Prussiens. Cette version a été retenue comme modèle français du conte-type AT 314 par Delarue et Tenèze.

## Commentaires
Ce conte est plutôt spécifique des Slaves orientaux : Delarue et Tenèze ne le mentionnent pas en tant que tel dans Le Conte populaire français. On ne le trouve pas non plus sur le site allemand Märchenlexikon.
Hans-Jörg Uther considère le conte AT 532, Le cheval secourable, comme une variante de AT 314, Goldener (« Le Doré »), pour lequel il distingue trois épisodes introductifs concurrents (la partie principale étant ensuite commune) :
- a. Un jeune garçon a été promis à un être malfaisant (démon, diable, géant...) et entre à son service. Le démon lui ordonne de s'occuper de deux (groupes d') d'animaux, mais en soignant l'un et en négligeant l'autre. Le garçon ne suit pas la recommandation et lie amitié avec l'animal maltraité (le cheval magique). Outrepassant une interdiction, il pénètre dans une chambre, ce qui transforme ses cheveux en or. Fuite magique en compagnie du cheval.
- b. Un jeune garçon est l'ami d'un poulain magique. La marâtre veut tuer le garçon, mais celui-ci est averti par le poulain : la marâtre veut alors tuer l'animal. Le garçon demande à chevaucher une dernière fois le poulain et en profite pour s'enfuir.
- c. À la suite de sa conception magique, un jeune garçon est promis à un démon. Alors qu'il se rend chez celui-ci, il est averti, ou informé des moyens de tuer le démon. Dans les chambres du palais de celui-ci, le garçon découvre des prisonniers ou des cadavres, et ses cheveux deviennent dorés. Il tue l'être malfaisant et prend la fuite.

Uther mentionne deux variantes principales, ATU 314A, Le Berger et les trois géants, et ATU 314A*, L'animal aidant à la fuite. L’Index Comparatif des Sujets (SUS), mentionne, comme variantes du conte-type 532, deux versions ukrainiennes (532** et 532***), dans lesquelles le héros capture un vent.

## Motifs
Uther indique, pour le conte-type ATU 314, Goldener, les motifs suivants :
| - Épisode introductif a : - S211 L'Enfant vendu (promis) au diable / ogre - G462 Personne servant dans la maison de l'ogre - B316 Chevaux maltraités # choyés - C611 La chambre interdite - C912 Chevelure dorée en punition d'avoir pénétré dans la chambre interdite - D672 Fuite magique avec obstacles - Épisode introductif b : - B184.1.6 Fuite sur le cheval magique - Épisode introductif c : - G461 Le jeune homme promis à l'ogre visite la maison de l'ogre - C912 Chevelure dorée en punition d'avoir pénétré dans la chambre interdite | - Partie principale : - K1816.1 Déguisement en jardinier - C495.1 Réponse « Je ne sais pas » à toutes les questions - H75.4 Reconnaissance par la chevelure dorée - T91.6.4 La princesse tombe amoureuse d'un garçon de classe modeste - T55.1 La princesse déclare son amour pour le garçon de classe modeste - L132 Le héros peu prometteur habite une porcherie - L113.0.1 L'héroïne endure des épreuves avec son mari, domestique - (divers motifs associés à ATU 551, 300, 530) - H55 Reconnaissance par une marque - H56 Reconnaissance par une blessure |  |